# Ko Un
Ko Un  (en hangeul : 고은 ) est un poète sud-coréen né le 8 janvier 1933 à Gunsan. Son œuvre a été traduite et publiée dans plus de quinze pays différents. Il a connu plusieurs fois la prison à cause de ses activités pour la démocratisation de la Corée du Sud et il a été plusieurs fois pressenti pour le prix Nobel de littérature,,.   

## Biographie
Originaire de la province de Jeollabuk-do, il fut contraint d'interrompre ses études secondaires en raison de la Guerre de Corée. 
En 1952, il adhère au bouddhisme et devient moine. Pendant dix ans, il se consacre à la vie monacale en s’astreignant à la méditation et à la quête de rédemption. En 1962, il quitte les ordres. 
À partir des années 1970, il s’engage dans le mouvement pro-démocratique contre la dictature militaire et s’engage sur plusieurs fronts. Il fut ainsi à la fois président de l’Association des écrivains libres de Corée, membre du comité du Mouvement des citoyens pour la démocratie, président de l’Association des écrivains du peuple et directeur de l’Association des arts du peuple.
Depuis ses débuts en littérature en 1958 avec la publication des poèmes « Tuberculose » et « Message d’une nuit printanière » dans la revue Hundae Munhak (Littérature contemporaine), Ko Un a composé de très nombreux recueils de poèmes, parmi lesquels, « Piangamseong » (1960) « Soleil », « Village d’un nouveau langage » (1967) etc. 
Après la relative démocratisation du pays, en 1988, il milite pour la réunification de la péninsule coréenne et visite la Corée du Nord.
Il a reçu le prix des Écrivains coréens (1974), le prix JoongAng (1991), le prix Daesan (1994), le prix Manhae (1998) et le prix Gongcho (2014). 
La poétesse Choi Young-mi l'accuse dans un poème titré Goemul d'agression sexuelle à l'encontre de jeunes écrivaines,.

## Œuvre
Ses premières œuvres se concentrent autour des notions de désespoir, de conflits existentiels vus sous l'angle du nihilisme. Il exprime à travers ses poèmes l’absurdité de l’existence, sa propre détresse, hanté par l'ombre de la mort qui en même temps sublime la vie. La mort n’est pourtant pas, dans son œuvre, dépeinte sous les traits de ce qui fait peur, mais sous les traits d'un attachement d’ordre philosophique à l’égard des éléments. Cette poésie est marquée par un lexique des sentiments extrêmement varié, par une sensibilité très prononcée, qui révèle aussi toute l'anxiété du poète. 
Le milieu des années 1970 marque un tournant dans son style avec la publication notamment de « Sur la route du village Munui » (1974), « Grimpant la montagne » (1977) et « Route du Matin » (1978). L’écrivain dépeint ici le vide et le dégoût de ses tourments passés pour s’opposer au fil de l’histoire et à la dure réalité de son époque. En adoptant un regard critique sur l’évolution de la société coréenne tout en ayant une connaissance historique profonde, l’auteur évoque sa soif d’équité et de justice dans un pays alors sous la dictature. Son poème « Flèches », représentatif de cette période, reflète tous les sacrifices réalisés pour atteindre la justice sociale tout en dépeignant de manière très réaliste la situation du pays à l’époque. Ces poèmes engagés lui vaudront plusieurs fois la prison. 
Durant les années 1980, période de grands bouleversements sociaux en Corée du Sud, il compose deux poèmes épiques « Notre Généalogie » et « La Montagne Baekdusan ». Dans ces deux œuvres, Ko dépeint avec toute son imagination les drames du quotidien et les défis auxquels sont confrontés chaque jour ses contemporains. La portée du premier poème est en tout point remarquable, notamment par sa capacité à capter toute la complexité de l’imagination. Il dépeint tel un tableau le quotidien de ses semblables, faisant éclater les repères de temps et d’espace. Dans la deuxième œuvre, il réalise davantage un travail narratif sur l’histoire tout en adoptant ce langage très sensible, sorte d’œuvre synthétique sur son écriture historique et sa volonté de dépeindre de manière la plus poétique le quotidien de ses semblables. 

## Un poème
L’ombre de l’arbre est vivante

néant, plus je lis, plus je sens ta présence

le péril où je suis, personne n’a connu

je tourne une page

tu prolifères dans la page suivante !

l’ombre de l’arbre est vivante

faisons hara-kiri, faisons hara-kiri

l’ombre de l’arbre est vivante

faisons hara-kiri, hara-kiri

(Sous un poirier sauvage, traduit du coréen par Han Daekyun et Gilles Cyr, Belval (France), Éditions Circé, 2004)

### Poésie (partielle)
- 피안감성 Le sentiment de l'au-delà, , 1960
- 해변의 운문집 Au bord de la mer, 1966
- 신 언어의 마을 Village d'un nouveau langage, 1967
- 문의 마을에 가서 Sur la route du village Munui, 1974
- 만인보 Dix mille vies (20 volumes), 1986-2010
- 백두산 Mont Baekdoo (7 volumes), 1987-1994
- 네 눈동자 Tes yeux, 1988
- 아침 이슬 Rosée du matin, 1990
- 내일의 노래 Le chant de demain, 1992
- 어느 기념비 Un monument, 1997
- 머나먼 길  Un long chemin , 1999
- 남과 북 Le Sud et le Nord, 2000
- 순간의 꽃 Fleur soudaine , 2001
- 늦은 노래 Chants tardifs, 2002
- 두고 온 시 Poésie laissée derrière moi, 2002
- Œuvres complètes (38 volumes), 2002

### Œuvres traduites en français
- QU'EST-CE ?, poèmes zen, traduit du coréen par No Mi-Suk et Alain Génetiot, Paris, Maisonneuve et Larose, 2000 ;
- Sous un poirier sauvage, traduit du coréen par Han Daekyun et Gilles Cyr, Belval (France), Éditions Circé, 2004.
- Poèmes de l'Himalaya, traduit du coréen par No Mi-sug et Alain Génetiot, Decrescenzo Éditeurs, 2015
- Fleurs de l'instant, traduit du coréen par Ye Young Chung et Laurent Zimmermann, Éditions Circé, 2016.